# Nawaz Sharif

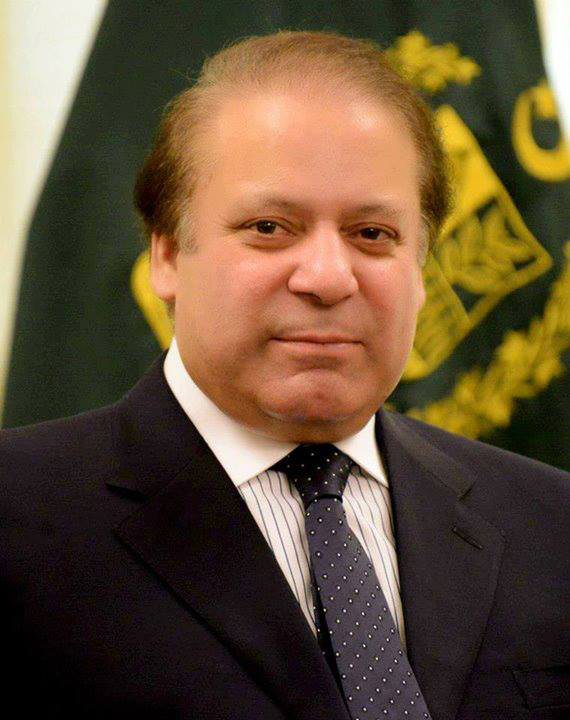
Nawaz Sharif (2013)

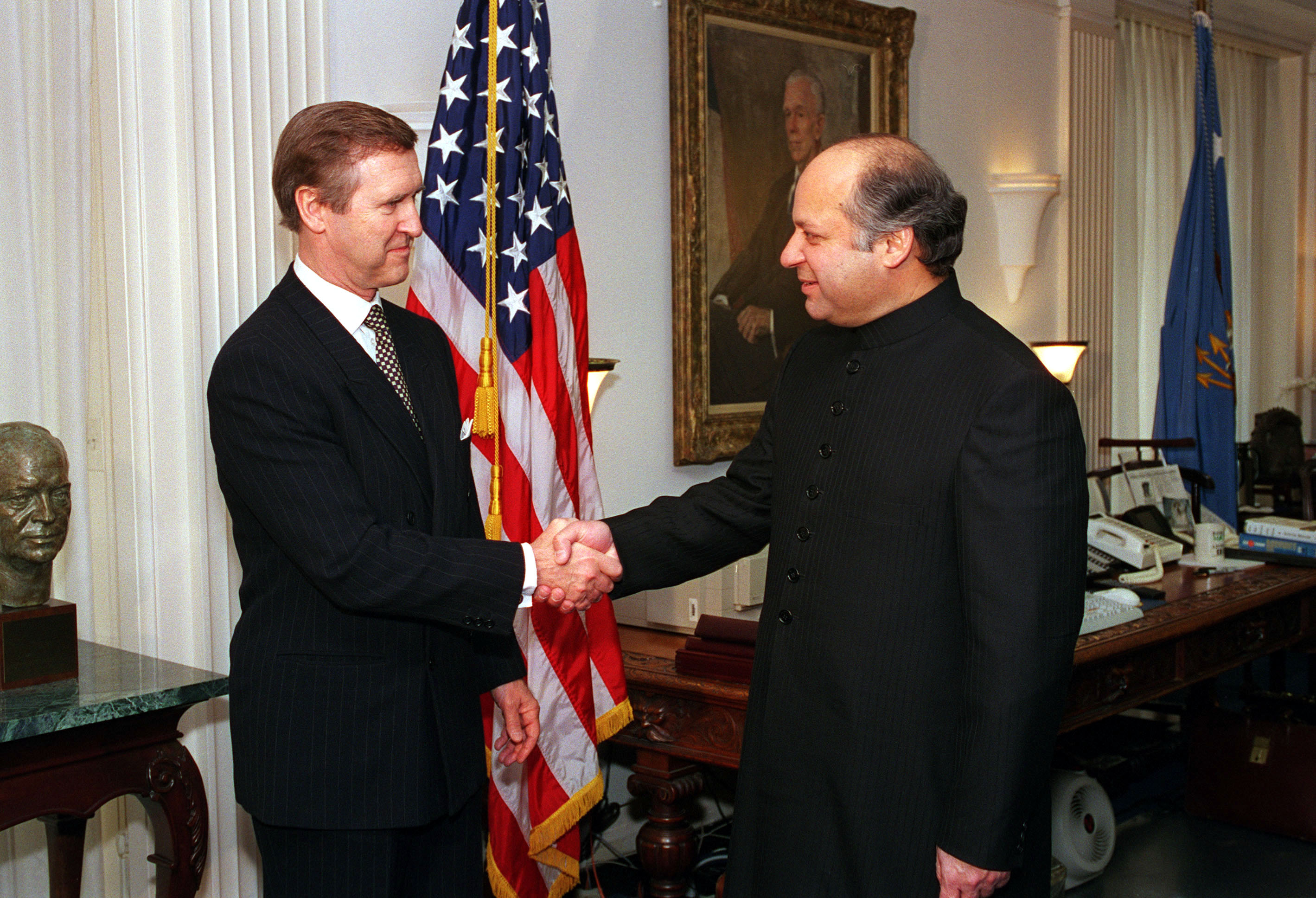
Nawaz Sharif (rechts) wird 1998 von William Cohen empfangen

Mian Mohammed Nawaz Sharif (Urdu میاں محمد نواز شریف; * 25. Dezember 1949 in Lahore) ist ein pakistanischer Politiker der Muslimliga PML-N und Chef des Industriekonzerns Ittefaq, der der politisch einflussreichen Sharif-Familie gehört. Er war von 1990 bis 1993 und von 1997 bis 1999 pakistanischer Premierminister. Im Jahr 2013 wurde er zum dritten Mal zum Premierminister von Pakistan gewählt und verlor sein Amt im Zuge der Enthüllungen der Panama Papers.

## Leben

### Herkunft und Ausbildung
Nawaz Sharif entstammt der einflussreichen Familie Sharif, die neben der Familie Bhutto traditionell großen Einfluss in der pakistanischen Politik hatte.
Die Familie ist kaschmirischen Ursprungs. Die Familie des Vaters Mian Muhammad Sharif stammte aus Anantnag und die Familie der Mutter Shamim Akhtar aus Pulwama; beide Orte liegen heute im indischen Jammu und Kashmir. Nawaz Sharifs Vater wurde in einem Dorf nahe Amritsar im heute indischen Teil des Punjab geboren und seine Familie siedelte aus geschäftlichen Gründen 1936 nach Lahore in den später pakistanischen Teil des Punjab über, wo Nawaz Sharif 1949 geboren wurde. Dieser besuchte dort das Government College und studierte anschließend Rechtswissenschaft an der Universität des Punjabs in Lahore. Danach war er als Geschäftsmann tätig.
Im Jahr 1971 heiratete er Kulsoom Nawaz, die ebenfalls einer Familie kaschmirischen Ursprungs entstammt. Aus der Ehe gingen zwei Söhne, Hassan und Hussain, sowie zwei Töchter Maryam und Asma hervor.
Der ausgedehnte Unternehmensbesitz der Sharif-Familie wurde schwer erschüttert, nachdem unter dem damaligen Premierminister Zulfikar Ali Bhutto in den 1970ern eine Politik der Verstaatlichung eingeleitet wurde. Dies war der Auslöser für Nawaz Sharif, zusammen mit seinem Bruder Shehbaz Sharif in die Politik zu gehen. Das unmittelbare Ziel der Brüder war es zunächst, den enteigneten Familienbesitz wieder zurückzugewinnen.

### Politische Laufbahn
Im Jahr 1976 schloss er sich der konservativen Muslimliga an. Er unterhielt enge Beziehungen zum Militärregime des Generals Muhammad Zia-ul-Haq in den 1980ern.
Am 24. Oktober 1990 gewann das von der Muslimliga dominierte Parteienbündnis Islamische Demokratische Allianz unter Führung Nawaz Sharifs die Parlamentswahlen in Pakistan gegen die PPP von Benazir Bhutto. Nawaz Sharif wurde Premierminister und kehrte zur Islamisierungspolitik Mohammed Zia ul-Haqs zurück.
Im April 1993 wurde Nawaz Sharif durch Staatspräsident Ishaq Khan entlassen. Benazir Bhutto wurde erneut Ministerpräsidentin. Bei der Parlamentswahl am 3. Februar 1997 nach der Absetzung Benazir Bhuttos errang die Muslimliga unter Nawaz Sharif eine absolute Mehrheit. Am 12. Oktober 1999 wurde Nawaz Sharif vom Generalstabschef des Heeres Pervez Musharraf durch einen unblutigen Putsch abgesetzt.
Im Dezember 2000 einigten sich Pervez Musharraf und Nawaz Sharif unter Vermittlung von Saudi-Arabien und Libanons Altpremier Rafik al-Hariri darauf, dass Sharif für zehn Jahre Pakistan in Richtung Saudi-Arabien verlassen sollte. Im Gegenzug sollten Vorwürfe gegen Nawaz Sharif wie Landesverrat, Steuerhinterziehung und Korruption fallen gelassen werden.
Bei der Parlamentswahl am 10. Oktober 2002 wurde eine dem Staatspräsidenten Pervez Musharraf nahestehende Abspaltung der Muslimliga, die Pakistan Muslim League Quaid-e-Azam (PML-Q), stärkste Fraktion. Die Muslimliga Nawaz Sharifs (PML-N) war nur noch eine Splitterpartei.
Nachdem Sharif nach dem Umsturz zunächst ins Exil nach Saudi-Arabien, dann nach London gegangen war, wurde ihm und seinem Bruder Shehbaz Sharif vom Obersten Gerichtshof Pakistans im August 2007 die Rückkehr nach Pakistan erlaubt. Diese Möglichkeit nahm er wahr. Er wurde jedoch am 10. September 2007 bereits bei seiner Ankunft auf dem Flughafen von Islamabad wegen Korruptionsvorwürfen verhaftet und umgehend nach Saudi-Arabien abgeschoben.
Am 25. November 2007 kehrte er nach Pakistan zurück und wurde bei seiner Ankunft in Lahore von tausenden Anhängern begrüßt. Am Tag darauf ließ er sich als Kandidat für die Parlamentswahl am 8. Januar 2008 registrieren. Gleichzeitig schloss er eine Zusammenarbeit mit Pervez Musharraf aus, solange dieser Präsident sei.
Bei den nach der Ermordung Benazir Bhuttos auf den 18. Februar 2008 verschobene Parlamentswahl konnte sich Sharifs PML-N als zweitstärkste Partei noch vor der Musharraf nahestehenden Muslimliga PML-Q etablieren. Der Versuch, zusammen mit der PPP eine Koalitionsregierung zu bilden, scheiterte nach fünf Monaten und einer Woche nach dem Rücktritt von Staatspräsident Musharraf, als Sharif die Unterstützung von Premierminister Yousaf Raza Gilani aufkündigte.
Der Konflikt zwischen dem Oppositionsführer Sharif und der pakistanischen Regierung verschärfte sich, als im Februar 2009 der Oberste Gerichtshof ein Politikverbot gegen Sharif verhängte. Es kam zu gewaltsamen Protesten von Anhängern Sharifs in der Provinzhauptstadt Lahore.

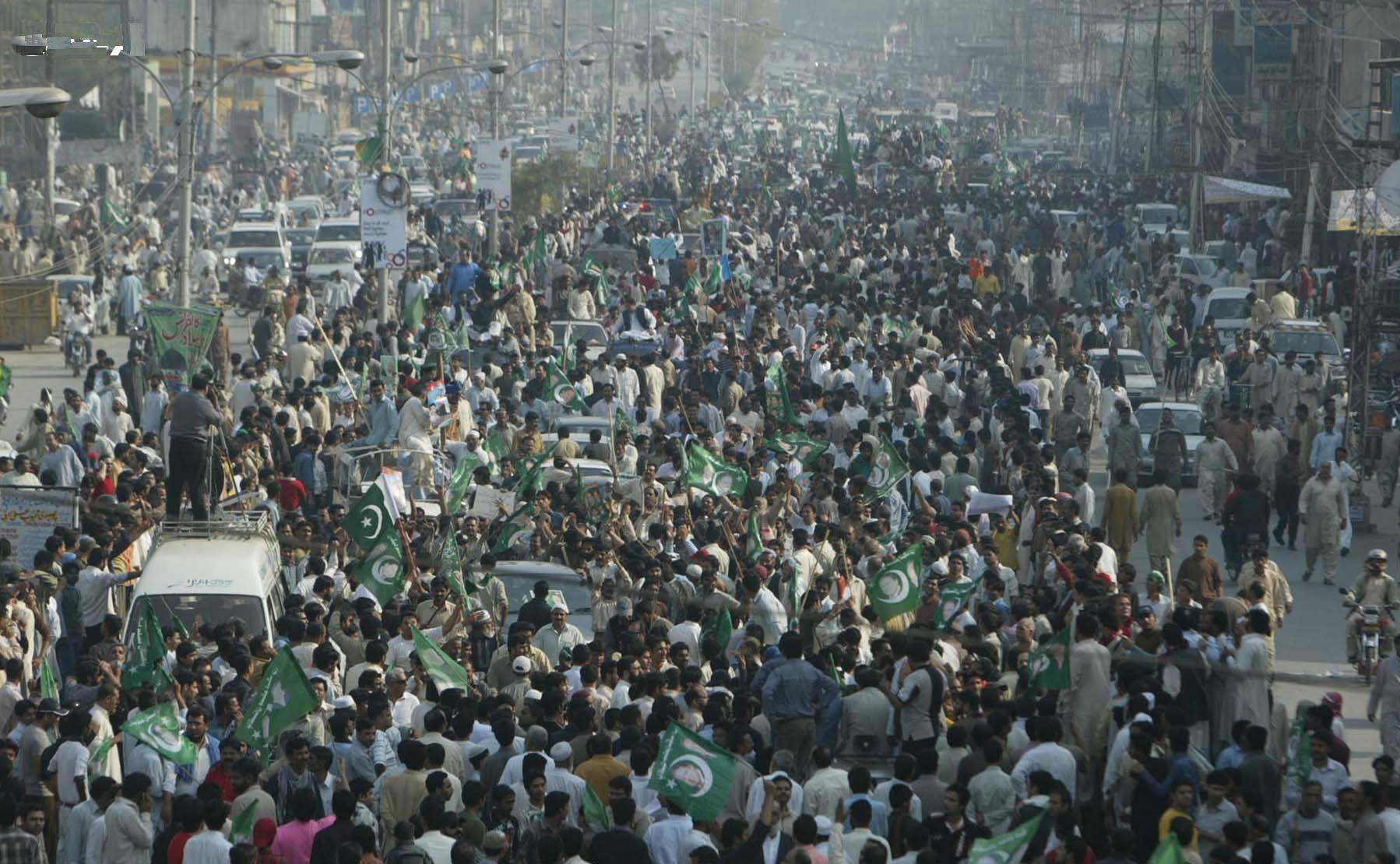
„Langer Marsch“ am 15. März 2009

Im März 2009 riefen Sharifs Muslimliga und zahlreiche Anwälte zu mehrtägigen Protesten gegen die Regierungspolitik auf. In einem „Langen Marsch“ auf die Hauptstadt Islamabad sollte für eine unabhängige Justiz in Pakistan demonstriert werden. Dabei kam es am 15. März 2009 in Lahore zu schweren Ausschreitungen zwischen Anhängern Sharifs und der Polizei. Nachdem die pakistanische Regierung der Hauptforderung der Opposition nachgegeben hatte und die Wiedereinsetzung mehrerer Richter, darunter des ehemaligen Obersten Richters Iftikhar Muhammad Chaudhry, angekündigt hatte, sagte Sharif den „Langen Marsch“ ab.
Bei den Parlamentswahlen in Pakistan am 11. Mai 2013 erreichte Nawaz Sharif als Spitzenkandidat der Pakistanischen Muslimliga (Nawaz) (PML-N) für viele Beobachter unerwartet mindestens 130 der 371 zu vergebenden Parlamentssitze. Er war besonders in seiner Heimatprovinz Punjab erfolgreich. Am 5. Juni 2013 wurde er erneut zum Premierminister gewählt.
Sharif geriet erheblich in die Schusslinie der öffentlichen Kritik, als 2015 bekannt wurde, dass drei seiner Kinder in den Skandal um die Panama Papers verwickelt waren, d. h. Geldanlagen bei dem panamaischen Offshore-Dienstleister Mossack Fonseca besaßen. Am 20. April 2017 entschied der Supreme Court, dass nicht genügend Beweise für eine Verurteilung vorlägen. Deshalb wurde ein „gemeinsames Ermittlungsteam“ (Joint Investigation Team, JIT) eingesetzt, um in dieser Sache zu ermitteln.
Am 10. Juli 2017 legte das JIT seine Ermittlungsergebnisse dem Supreme Court vor. Der Bericht stellte fest, dass Sharifs Kinder widersprüchliche Angaben gemacht hatten. Zusätzlich legte Maryam Safdar, die Tochter Nawaz Sharifs, dem Supreme Court Dokumente vor, die auf das Jahr 2006 datiert und in der Schriftart Calibri verfasst waren. Da Calibri erst 2007 veröffentlicht wurde, war offensichtlich, dass Dokumente gefälscht wurden. Am 19. Juli 2017 legte Maryam Safdar ein Dokument aus London vor, welches auf einen Samstag datiert war. In Großbritannien sind Behörden samstags aber geschlossen. Damit bestand neben dem Vorwurf der Geldwäsche auch der der Urkundenfälschung. Am 24. Dezember 2018 wurde Sharif wegen Korruption zu sieben Jahren Haft verurteilt.

### Amtsenthebung und Gerichtsverfahren
Am 28. Juli 2017 enthob der oberste Gerichtshof Pakistans Nawaz Sharif seines Amtes. Zum Verhängnis wurden ihm falsche und lückenhafte Angaben über seine Vermögensverhältnisse. Zusätzlich wurde Sharif am 13. April 2018 mit einem lebenslangen Politikverbot belegt. Am 6. Juli 2018 wurde Sharif zu 11 Jahren Haft verurteilt. 10 Jahre Haft erhielt er wegen nicht deklarierter Einkünfte und ein zusätzliches Jahr wegen Nicht-Kooperation mit dem Gericht. Mit ihm zusammen wurden auch seine Tochter Maryam Nawaz Sharif und sein Schwiegersohn Safdar Awan zu Haftstrafen verurteilt. Seine Tochter erhielt sieben Jahre wegen „Begünstigung eines Verbrechens“ und ein zusätzliches Jahr wegen Nicht-Kooperation mit dem Gericht und sein Schwiegersohn ein Jahr wegen Nicht-Kooperation. Tochter und Schwiegersohn wurde außerdem eine Geldstrafe von umgerechnet 9 Millionen Euro auferlegt.
Sharif, der sich zum Zeitpunkt der Urteilsverkündung in London befand, wo seine Frau wegen eines Krebsleidens (Malignen Lymphoms) behandelt wurde, kündigte an, nach Pakistan zurückkehren zu wollen und dort Berufung gegen das Urteil einzulegen. Am 19. September 2018 wurde Sharif vorzeitig gegen Kaution aus der Haft entlassen. Anfang 2024 wurde das Gesetz zum Politikverbot in Pakistan reformiert und auf 5 Jahre befristet, sodass Sharif an der im Februar 2024 stattfindenden Parlamentswahl, bei der er als Favorit gilt, teilnehmen kann.